# Under Age's Song
«Under Age's Song» es el segundo maxisencillo de Buzz Songs, álbum de la banda japonesa Dragon Ash, lanzado en 1998.

## Lista de canciones
1. «Under Age's Song» – 6:00
2. «Face To Face» – 5:06
3. «Mustang A Go Go !!!» – 4:35

- Datos: Q6135329